# Flacăra
Flacăra este o revistă săptămânală românească.

## Istoric

### Prima ediție
Pe 22 octombrie 1911 apare primul număr al revistei Flacăra – asa“literară, artistică, socială” – tipărită în atelierele Socec și având redacția și administrația în București, pe str. Parfumului nr. 3. Publicația este săptămânală, având ziua de apariție sâmbăta. Director fondator este Constantin Banu. Cele două articole-program din primul număr, “Un vis…”, de Ion Gheorghe Duca și „Un cuvânt… care putea să lipsească”, al directorului Constantin Banu, preconizau o revistă care să grupeze în jurul ei scriitori, artiști, oameni de știință, capabili să exprime ,,în versuri minunate toate tainele sufletului omenesc”, să tindă spre un ,,ideal mai curat și mai înalt” (I.Gh. Duca), să aprindă ,,o flacără pentru luminarea și încălzirea marii mulțimi”, printr-o ,,artă democratică”, flacără pe care s-o poată țină “vie deasupra patimilor oarbe și a intereselor trecătoare” (Constantin Banu).
Flacăra va deveni o revistă cu o largă răspândire în anii premergători Primului Război Mondial și cu un rol important în mișcarea literară și artistică a vremii.
Flacăra publică numeroase interviuri cu scriitori, artiști, oameni de știință, în cadrul rubricii ,,De vorbă cu…”, începând cu Barbu Ștefănescu Delavrancea și continuând cu George Coșbuc, Ioan Alexandru Brătescu-Voinești, Alexandru Vlahuță, Octavian Goga, George Enescu, Spiru Haret ș.a.
Prin textele pe care le publică, dintre care merită menționat articolul “Latinitatea strigă din tranșee”, al lui Octavian Goga, Flacăra militează pentru intrarea României în război alături de Franța și împotriva Austro-Ungariei.
Din cauza Primului război mondial revista își încetează apariția în noiembrie 1916.

### Seria a doua
Pe 10 decembrie 1921 apare o serie nouă a revistei Flacăra, sub conducerea aceluiași director, liberalul Constantin Banu. După realizarea unității naționale a statului român, revista își propune să fie ,,în ritmul vremii și să rămână într-o atitudine de civilizată obiectivitate” (Constantin Banu). Adoptând o stilistică proprie marilor publicații culturale europene, revista se bucură de un succes imens în epocă.
Flacăra încearcă să-și mențină obiectivitatea și echidistanța, în paginile ei colaborând scriitori reprezentând toate curentele epocii – neoromantism, modernism, realism și simbolism -, uneori în același număr al revistei.
Revista are, încă de la lansare, colaboratori de prestigiu: George Coșbuc, Ștefan Octavian Iosif, Dimitrie Anghel, Mihail Sadoveanu, Octavian Goga, Cincinat Pavelescu, Ion Minulescu, Demostene Botez, George Bacovia, Alexandru Macedonski, Ion Pillat, Nichifor Crainic, Alexandru Vianu, Ion Agârbiceanu , Eugen Lovinescu, Ioan Alexandru Brătescu-Voinești, Ioan A. Bassarabescu, Liviu Rebreanu, Ioan Slavici, Gala Galaction, Emil Gârleanu, Victor Eftimiu, Barbu Ștefănescu Delavrancea, Alexandru Vlahuță, Nichifor Crainic , Alexandru O. Teodoreanu, Vasile Voiculescu, Camil Petrescu, Perpessicius, Hortensia Papadat-Bengescu, Dumitru Caracostea. Criticul de autoritate al revistei este Eugen Lovinescu.
După dispariția Flăcării lui Constantin Banu, prestigiul titlului revistei va incita la apariția unor publicații cu aceeași denumire. Câteva dintre aceste tentative au fost: Flacăra – „revistă social-literară” – apărută în anul 1933 și care publică un fragment din “Răscoala (roman)” lui Liviu Rebreanu; Flacăra – organ al Cercului Cultural Național ,,Octavian Goga” – care apare lunar, în perioada decembrie 1938 – august 1940 și publică articole de economie politică, sociologie, cronici de politică externă, literatură (Mircea Streinul, Virgil Carianopol, Geo Dumitrescu, Nicolae Balotă ș.a.).

### Flacăra în perioada comunistă
Un titlu de revistă precum Flacăra nu a fost ignorat de către autoritățile comuniste venite la guvernare după Al Doilea Război Mondial. Mai ales că se dorea o revistă având drept model Ogoniok, faimoasa publicație ilustrată a vecinului sovietic de la Răsărit. Așa că, la București, apare, pe 4 ianuarie 1948, Flacăra, ca “Săptămînal de Artă și de Cultură al Uniunii Sindicatelor de Artiști, Scriitori și Ziariști”. Printre colaboratori: Mihai Beniuc, Eugen Jebeleanu, Nina Cassian, Geo Dumitrescu, George Călinescu, Ovid S. Crohmălniceanu, Perpessicius, Tudor Vianu.
Între mai 1952 – mai 1953 revista apare lunar, iar între iunie 1953 și decembrie 1957 bilunar. Este prima revistă ilustrată din România de după cel de-Al Doilea Război Mondial. Flacăra redevine săptămânal la 1 ianuarie 1958. Între anii 1952-1973 apare cu subtitlul “Revistă ilustrată social-politică și literară artistică”. În 1976 revine pe hârtie de ziar, fiind tipărită la două culori, în format tabloid. Flacăra nu are cum să scape de tarele presei din perioada comunistă, cu toate acestea, de multe ori, paginile revistei reușesc să găzduiască jurnalism adevărat sau literatură de cea mai bună calitate. Cenzurată, hăcuită, Flacăra a făcut eforturi să-și merite numele chiar și în cei mai grei ani de după 1980.
Dintre semnăturile timpului: Camil Petrescu, Mihail Sadoveanu, Eusebiu Camilar, Adrian Păunescu, Ovidiu Ioanițoaia, Zaharia Stancu, Demostene Botez, Dumitru Radu Popescu, Șerban Cioculescu, Gabriel Dimisianu, Aurel Dragoș Munteanu, Aurel Baranga, Teodor Mazilu, Pop Simion, Mircea Malița, Ioan Alexandru, Fănuș Neagu, Marin Sorescu, Mircea Micu, George Arion, Adi Cusin, Adrian Dohotaru, Tudor Octavian, Cornel Nistorescu.
Perioada Adrian Păunescu
În perioada 1973 - 1985, Adrian Păunescu a fost redactor-șef al revistei.
În aceeași perioadă a inițiat și a condus Cenaclul Flacăra, adevărat fenomen de masă, cu care susține, până la interzicerea sa, în 16 iunie 1985, 1.615 manifestări de muzică, poezie și dialog.
Păunescu a schimbat în mod radical politica editorială și a încurajat un stil de presă care a evadat din încorsetarea limbajului propagandistic.
„Păunescu a schimbat de pe frontispiciu sloganul „Proletari din toate țările, uniți-vă!”, cu deviza „Flacăra la dispoziția dumneavoastră”.
Popularitatea revistei a crescut peste noapte, ajungând la un tiraj de 495.000 de exemplare, limitat de autorități.
Adrian Păunescu a început să publice și articole ample despre tot felul de vraci care susțineau că-i pot vindeca pe cei cărora medicina clasică nu le găsește leacul.
Succesul a fost uriaș.
Redacția era nevoită să cheme Miliția să stea la ușă, pentru că veneau 2-300 de oameni care voiau să intre în redacție, să ia legătura cu vindecătorii respectivi.
„Flacăra” a promovat vindecători controversați precum Pavel Kozak, Ion Mânzatu, Ioan Pușcaș, Valeriu Popa, Mihai Leontopol, Vasile Boici, iar multe dintre articole erau scrise chiar de Adrian Păunescu.
În perioada comunistă a aparut în revistă prima fotografie a sufletului omenesc ieșit din corp, ca rezultat al cercetărilor lui Ion Florin Dumitrescu.

## „Flacăra” dupăRevoluția Română din 1989
Primul număr în libertate apare pe 24 decembrie 1989, purtând subtitlul “Revistă de opinie cetățenească. Ediție specială”. Începând cu numărul din 5 ianuarie 1990 redactor șef este George Arion. Prima campanie de mare succes a revistei în care fotografia a jucat un rol însemnat, are ca finalitate dărâmarea statuii lui Lenin din Piața Presei libere.
Din 1991 Flacăra este editată de către Publicațiile Flacăra SA, o companie formată din membrii redacțiilor Flacăra și Rebus.
Redactorii revistei promovează valorile democrației, condamnă cu mult curaj derapajele din viața social-politică a țării, atentatele comise împotriva libertăților omului, flagelează corupția și avertizează în legătură cu acumularea unor bogății uriașe în mâinile membrilor câtorva familii. De asemenea, Flacăra sprijină orientarea pro-europeană a forțelor progresiste din țară precum și intrarea României în NATO. Din pricina atitudinii sale tranșante, revista este boicotată de către autoritățile din acel timp: publicația nu mai ajunge în provincie, pachetele de reviste fiind aruncate din tren, redacția nu mai primește hârtia de la Letea (de pildă, Almanahul Flacăra, care trebuia să apară în 1991, este tipărit în 1992), i se impune să-și reducă numărul de pagini de la 24 la 16). Orice încercare de aservire este, însă, refuzată iar revista, ca și întregul trust, își continuă până azi independența, fiind singurul trust de presă important cu un astfel de statut. Respectând tradiția, Flacăra încearcă, acum, să corespundă exigențelor presei secolului al XXI-lea.
Din 1996 Flacăra redevine revistă ilustrată, color, cu apariție lunară.
În octombrie 2001 are loc o schimbare radicală a conceptului grafic și o redefinire a conceptului editorial al revistei sub conducerea noului său redactor șef al Revistei, care este, din anul 2000 până în prezent, jurnalista Liliana Petruș.  Noul format se relansează în cadrul unui spectacol de modă (Doina Levintza) și muzică (Johnny Răducanu) desfășurat la Atheneul Român sub denumirea “Flacăra în haine noi”. Revista este tipărită în cele mai bune condiții grafice ale momentului, devenind singura revistă ilustrată de interes general din țară. Flacăra devine membru BRAT și este una dintre puținele publicații auditate la primul val SNA.
Semnează, printre alții, Nicolae Manolescu, Alexandru Ștefănescu, Emil Hurezeanu, Mihail Gălățanu, Tudor Călin Zarojanu, Horia Roman Patapievici.
În august 2010, revista a lansat saitul www.revistaflacara.ro 
Revista Flacăra este deținută de trustul de presă Publicațiile Flacăra care mai deține o divizie de divertisment reprezentată de titluri lunare și ocazionale - Rebus, Rebus de Buzunar, Rebus Bis, Rebusache, Integrame & Sudoku, Sudoku, Rebus & Sudoku, Almanah Rebus, Almanah Flacăra, Carte calendar de Bucate, Calendarul Norocului și Carte Calendar Religios.